# Знаки добровольных сборов

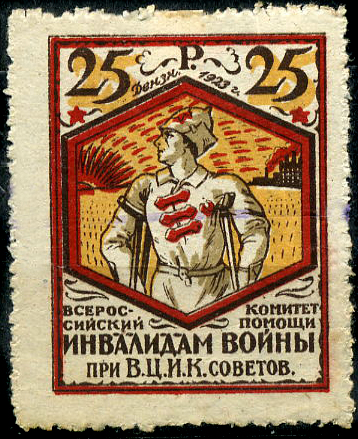
Марка добровольного сбора Всероссийского комитета помощи инвалидам войны при ВЦИК Советов (1923)

Знаки добровольных сборов (ЗДС) — непочтовые марки и виньетки, выпущенные по общественной инициативе, в некоторых случаях под покровительством государства, для добровольного сбора денег на решение общественных задач.

## Описание
Графическое оформление знаков добровольных сборов колеблется от предельно простых марок-квитанций и виньеток в одну-две строки типографского текста до художественных графических произведений. Уровень решения зависит от возможностей организации, осуществляющей сбор, и сроков его проведения.
Организационно добровольные сборы проводятся тремя основными методами:
- распространением марок, на которых указан номинал,
- подписными листами и
- сбором в опечатанные ёмкости.

При первом методе жертвователю даются марки-квитанции на сумму пожертвования, одна или несколько. При втором и третьем методах жертвователю иногда вручается виньетка — памятка о пожертвовании.
В 1910—1932 годах, в период широкого распространения в России, а затем и в СССР добровольных сборов, в среде коллекционеров виньетки назывались ЗКС — «знаки кружечного сбора».

## Классификация
По своему экономическому содержанию знаки добровольных сборов делятся на пять основных групп, каждая из которых включает знаки самого разнообразного характера:
1. марки и виньетки целевых сборов,
2. членские марки добровольных обществ, фондов, союзов и партий,
3. кооперативные марки,
4. профсоюзные марки,
5. клубные марки.

Членские, кооперативные и клубные непочтовые марки составляют отдельный раздел. По своему экономическому содержанию они ближе всего примыкают к знакам добровольных сборов, хотя и отличаются от ЗДС участием только членов партии, союзов, обществ или клубов.

## Марки и виньетки целевых сборов
В зависимости от направления сбора марки и виньетки целевых сборов распределяются на семь подгрупп:
1. благотворительные,
2. милитария,
3. международная помощь и сотрудничество,
4. помощь и содействие государственным и общественным органам управления,
5. помощь религиозным организациям,
6. помощь политическим партиям и организациям,
7. помощь малым народам, национальным меньшинствам и их организациям.

Наиболее многочисленны знаки первых двух групп. Их массовый выпуск обычно совпадает с периодами военных и общественных потрясений.

### Благотворительные марки и виньетки
Первая группа благотворительных сборов это — добровольные сборы социальной помощи сиротам, инвалидам, слепым и глухим, безработным, пострадавшим от стихийных бедствий, в том числе голодающим. В периоды мирной жизни социальная помощь бывает главным направлением деятельности благотворительных организаций. Средства собираются распространением марок, таких как марка Императорского человеколюбивого общества, кружечными сборами, организацией благотворительных мероприятий, например московских вербных базаров. Собранные средства расходуются на покупку вещей для неимущих, нуждающихся, вдов и сирот и т. п. Иногда помощь выражается раздачей продовольственных талонов и марок, талонов на различные услуги; например, до 1918 года и в течение некоторого времени после Октябрьской революции в Воронеже выпускались продовольственные марки. В некоторых странах поддержку неимущим оказывают добровольные организации зимней помощи, которые также выпускают марки.
Большую группу составляют знаки добровольной помощи жертвам стихийных бедствий: землетрясений, пожаров, наводнений, засухи и другие. такие сборы иногда становятся глобальными, например, проводившийся в 1908 году сбор средств помощи пострадавшим от землетрясения в Калабрии и на Сицилии (Италия), и помощи голодающим Поволжья в 1922 году, в том числе выразительно оформленные выпуски Казани и марки Читы.

### Милитария
Знаки добровольных сборов, имеющие отношение к войнам и вооружённым силам, объединяются в группу, называемую «Милитария». В зависимости от целей пожертвований в «Милитарию» включаются знаки сборов следующих категорий:
- на усиление обороноспособности страны в мирное и военное время (помощь вооружённым силам, их развитие, военная подготовка)
- помощь воинам, сражающимся с врагом (сборы на медицинское оборудование и санитарное обслуживание, подарки, обмундирование, просвещение)
- помощь жертвам войны (раненым, инвалидам, сиротам, семьям воинов, беженцам, военнопленным, депортированным, интернированным)

### Сборы международной помощи и сотрудничества

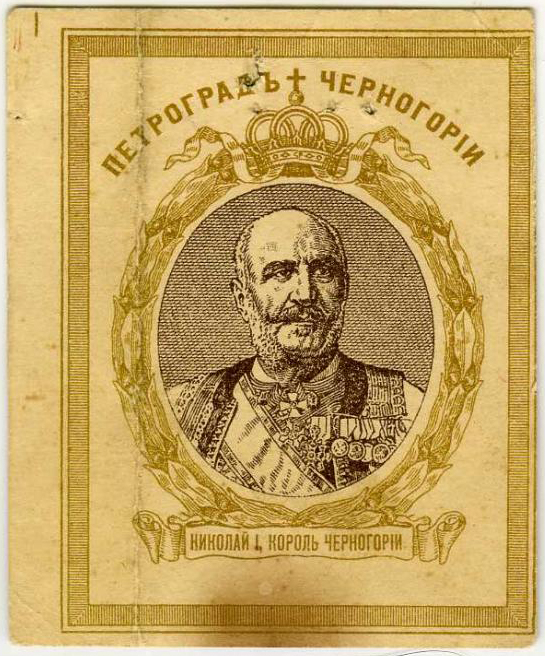
Россия: виньетка сбора помощи жертвам Первой мировой войны («Петроград Черногории»)

Сборы помощи другим странам, или интернациональной помощи, составляют особую группу. К этой группе относятся, например, сборы помощи жертвам землетрясения, произошедшего в 1908 году в Южной Италии и на Сицилии. Значительный размах организации общественной международной помощи приходится на период первой мировой войны. Общественные организации невоюющих стран проводили сборы помощи населению сражающихся стран. Международный характер имели сборы помощи жертвам гражданской войны в России 1918—1922 годов; неурожая 1921 года в Поволжье, ЗДС выпускались, например, в Германии и Швейцарии; гражданской войны в Испании 1936—1939 годов, ЗДС выпускались в Чехословакии, Швеции. Сборы добровольной помощи продолжались в период второй мировой войны и ещё некоторое время после её окончания. Практически все крупные катастрофы международной жизни послевоенного времени, чреватые серьёзными последствиями для народов, отражены в выпусках ЗДС.

### Сборы помощи и содействия государственным и общественным органам управления
Немногочисленная группа знаков добровольных сборов средств, предназначенных для народного хозяйства. Инициатором таких сборов чаще всего была исполнительная власть.
В начале 1930-х годов в СССР одной из государственных задач было создание дирижабельного флота. Организованная пропагандистская кампания сопровождала массовые сборы средств, в ходе которой выпускались ЗДС, например в Ташкенте. По местной инициативе проходили также кампании денежной помощи селу. Уже с 1915 года проводились «Крестьянские дни» и «Крестьянские недели» и выпускались ЗДС, в частности в Киеве. Сборы помощи селу проводились и после Октябрьской революции, и в период коллективизации, Марки добровольных сборов на помощь селу выпускались в Москве, Керчи, Кировограде и других городах. Одним из экспериментов была попытка сделать земледельцами еврейское население приграничных областей Украины и Белоруссии, жившее в перенаселённых местечках городского типа. Былоорганизовано Общество землеустройства трудящихся евреев («ОЗЕТ»), проводились сборы средств на переселение будущих земледельцев, для которых строились посёлки в Крыму, в южных областях Украины, на Дальнем Востоке, на землях бывшего Амурского казачьего войска. ЗДС для нужд переселенцев выпускались, например, в Каменец-Подольском.
Основным мотивом проведения массовых добровольных сборов было повышение военной мощи страны. Помимо выпусков группы «Милитария», проводились сборы средств под лозунгом «Транспорт — родной брат Красной Армии», на укрепление железнодорожного (Николаев), водного (Украина) и воздушного транспорта (Гудаута). Также были организованы сборы на развитие радиосвязи (Сухум). Параллельно с общегосударственными кампаниями проводились и местные. Например, в Запорожье собирали средства на строительство городского аэропорта. Ранее добровольные сборы на развитие речного и морского транспорта приурочивались Императорским обществом для содействия русскому торговому мореходству к «Дням якоря» (Санкт-Петербург).
После первой мировой войны в Польше наступила гиперинфляция. В казне отсутствовали средства обеспечения выпускаемых государством денег. Польское казначейство издало марки добровольного сбора на закупку драгоценных металлов — золота и серебра. Собранные средства помогли восстановить в стране нормальное денежное обращение. Во время второй мировой войны Варшава была практически полностью разрушена. Вся страна участвовала в сборе средств на восстановление столицы Польши. Памяткой этому служат марки добровольных сборов как общегосударственных, так и локальных.

### Сборы в пользу религиозных организаций

Ртищево: виньетка («кирпичик») на сбор средств для строительства в городе храма Святителя Николая

Добровольные сборы в пользу религиозных организаций широко распространены в зарубежных странах. Так, например, в Польше выпускались марки, средства от продажи которых шли на строительство университетской часовни в Люблине. В США Американское библейское общество издавало виньетки на поддержку миссионерской деятельности в колониальных странах. Сборы на постройку и содержание церквей были обычны и в России, но ЗДС по этим случаям выпускались очень редко. Известны марки, выпущенные в Николаеве в пользу Свято-Алексеевской церкви и Касперовского молитвенного дома; Славгорода на храм Божий.
В феврале 2006 года попечительский совет по строительству храма Святителя Николая в городе Ртищево выпустил виньетки, доход от продажи которых шёл на строительство храма. Виньетка, прозванная в народе «кирпичик», состоит из двух частей: самой виньетки с изображением будущей церкви и купона, на котором пишут имя жертвователя и, он отделяется от виньетки. Автором виньетки стал Дмитрий Селиванов, руководитель Ртищевского районного совета Саратовского регионального отделения ВООПИК, отпечатана она была ООО «Новый имидж. Ртищево». Первая капсула с купонами с именами жертвователей в 2007 году была заложена в фундамент строящегося храма. На середину января 2009 года сумма средств, поступившая от продажи «кирпичиков», составила 298 тысяч 350 рублей.

### Марки и виньетки сборов в пользу общественных организаций и партий
В Российском государстве пик проведения таких сборов приходится на период между Февральской и Октябрьской революциями 1917 года. До наших дней дошли виньетки, выпускавшиеся РСДРП, в частности, в Киеве и Москве, и партией социалистов-революционеров — эсеров в Москве, Саратове, Симбирске. Царицынская организация РСДРП, не имевшая средств для полиграфического исполнения ЗДС, в качестве виньеток использовала квадратики бумаги красного цвета, на которые ставился красный оттиск печати организационного комитета партии.
Добровольные сборы производились в то время и в пользу советов, например, в Москве, а также повсеместно возникавших национальных организаций самой различной направленности: политических, культурно-просветительских, благотворительных, религиозных (Киев, Симбирск, Харьков). Целью сборов, проводимых общественными организациями, часто бывало финансирование съездов, форумов, слётов и т. п. Известна виньетка, изданная ко Второму конгрессу Коминтерна, считавшемуся в 1920 году важным этапом в подготовке грядущей мировой революции.

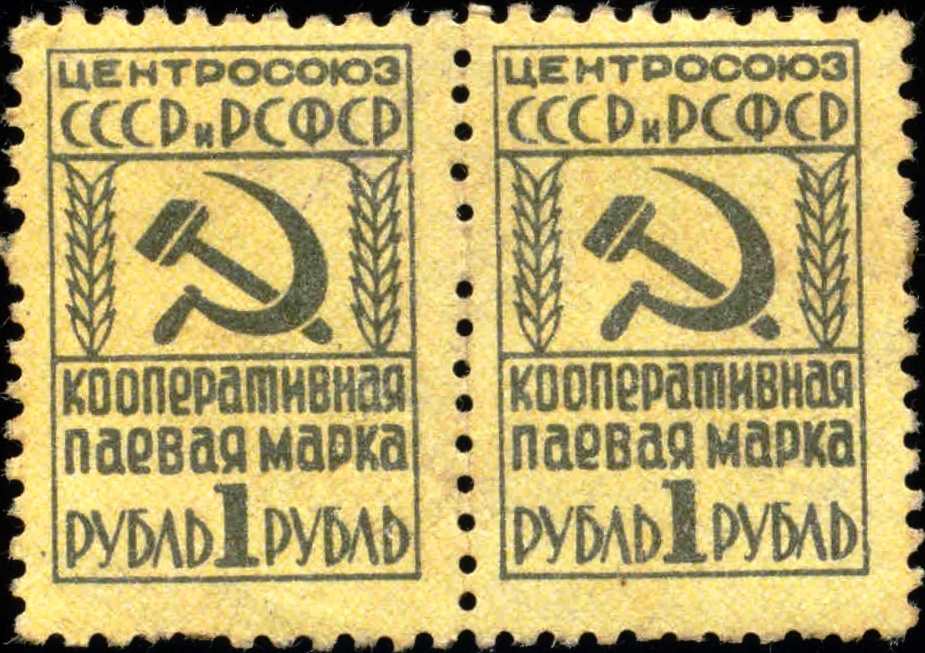
Кооперативная паевая марка Центросоюза СССР и РСФСР (1 рубль, 1950-е)

Были марки сбора средств на Всемирный форум солидарности молодёжи и студентов в борьбе за национальную независимость и освобождение, за мир, проводившийся в 1964 году в Москве. Номинал марки — 10 коп. напечатан на её оборотной стороне. Есть и виньетка сбора на проведение в 1982 году в Гаване X Всемирного конгресса профсоюзов, организованного Всемирной федерацией профсоюзов.

## Кооперативные марки
К группе кооперативных марок относятся непочтовые знаки, выпускаемые массовыми коллективными объединениями, функционирующими в области в области производства и обмена, — потребительскими, снабженческо-бытовыми, кредитными и производственными кооперативами, обществами и артелями.